# 雲林縣土庫鎮土庫國民小學
雲林縣土庫鎮土庫國民小學，簡稱土庫國小，是位在中華民國臺灣省雲林縣土庫鎮的一所公立國民小學。現任校長為陳明誌。其為土庫鎮中心國小。

## 歷史
土庫國小成立於日治時期的1899年（明治32年）11月4日，時稱台中縣土庫公學校，有校舍三間、205名學生。1917年設埔姜崙分教場（今褒忠國小）、1918年設五間厝分教場（今虎尾國小）、1928年設埤腳分教場（今埤腳國小）——後來三個分教場各自獨立成校。
台灣光復後，中華民國政府在台灣省實施地方自治，1950年校名改為雲林縣土庫鎮土庫國民學校；1968年實施九年國教，改為現名至今。今有普通班28班（2021年暑假統計）、資源班二班、幼稚園一班、附設補校三班。
2003年，土庫國小設立「越港分校」，校址位於雲林縣土庫鎮林森路120號，面積2.5828公頃，共有六班；雲林縣特殊教育資源中心和雲林縣學生輔導諮商中心亦設於此。2021年8月將自土庫國小獨立設校，成立「越港國小」。

## 行政組織
土庫國小校長為校內最高領導者（現任為陳明誌），下設教務、學務、總務、輔導、人事及會計六處室，各處室下共有十四個組，各設組長一人，另設有午餐祕書一人、護理師一人、專任運動教練一人。

## 外部連結
- 雲林縣土庫國民小學